# Stiletto (1969)
Stiletto is een Amerikaanse misdaadfilm uit 1969 onder regie van Bernard L. Kowalski. De film is gebaseerd op het gelijknamige boek van Harold Robbins. Stiletto werd genomineerd voor de Edgar Allan Poe Award voor beste film.

## Verhaal
Een rijke playboy die zich in de jetset beweegt, heeft een geheim leven. Hij is namelijk ook een huurmoordenaar voor de maffia. Wanneer hij met pensioen gaat, besluiten zijn voormalige werkgevers dat hij te veel weet en sturen ze huurmoordenaars op hem af.

## Rolverdeling
| Acteur             | Personage               |
| ------------------ | ----------------------- |
| Alex Cord          | Hertog Cesare Cardinali |
| Britt Ekland       | Illeano                 |
| Patrick O'Neal     | Baker                   |
| Joseph Wiseman     | Matteo                  |
| Barbara McNair     | Ahn Dessie              |
| John Dehner        | District Attorney       |
| Titos Vandis       | Tonio                   |
| Eduardo Ciannelli  | Don Andrea              |
| Roy Scheider       | Bennett                 |
| Lincoln Kilpatrick | Hannibal Smith          |
| Louie Elias        | Mann                    |
| Luke Andreas       | Macy                    |
| Dominic Barto      | Franchini               |
| James Tolkan       | Edwards                 |